# Georgia (teckensnitt)

Typsnittet Georgia – lägg märke till hur tydligt typsnittet är även vid så liten storlek som 11 pt. Lägg även märke till de gemena siffrorna 0–9.

Georgia är ett serifftypsnitt (-teckensnitt, garald), skapat 1996, av Matthew Carter för Microsoft. Georgia, som bland annat medföljer operativsystemet Windows, är speciellt formgivet för att visas så klart och tydligt som möjligt på datorskärmar, även i mindre storlekar, och är en av de få moderna typsnitt som har gemena siffror som ”grundsiffror”. De gemena siffrorna infördes i version 2.00, som lanserades i oktober 1997; version 1.0, som lanserades i september 1996, hade siffror som var ett mellanting mellan versala och gemena. I och med version 2.00 utökades också teckenuppsättningen avsevärt, så att den kom att omfatta hela Windows Glyph List 4 (WGL4). Senaste versionen, 5.00 (medföljer Windows Vista), har 596 tecken. Version 2.12 (medföljer Windows XP SP2), har 585 tecken, liksom de föregående versionerna, 2.05 och 2.00. En utökad variant av snittet, kallad MS Reference Serif (1 135 tecken i version 1.00), medföljer Microsoft Encarta och har de gemena siffror som infördes i Georgia version 2.00.
Eftersom Georgia framstår som ett tydligt typsnitt på datorskärmar och medföljer operativsystemet Windows, lämpar det sig väl som typsnitt på Internet.